# Малі Гаяни
Малі Гаяни (біл. вёска Малыя Гаяны) — село в складі Логойського району Мінської області, Білорусь. Село підпорядковане Білоруцькій сільській раді, розташоване в північній частині області.